# Embidopsocus thorntoni
Embidopsocus thorntoni är en insektsart som beskrevs av André Badonnel 1971. Embidopsocus thorntoni ingår i släktet Embidopsocus och familjen boklöss. Inga underarter finns listade i Catalogue of Life.